# Mutance
La mutance est un terme créé par René Macaire (1916 - 10 octobre 1993), le fondateur des « Réseaux Espérance » et le cofondateur de « Résistance à l'Agression Publicitaire (R.A.P.) », et que l'on retrouve dans son ouvrage La mutance, clé pour un avenir humain. 
Il tente de faire une distinction entre les militants traditionnels, pour un monde meilleur, et ceux qu'il appelle les « mutants ». Le terme a beaucoup été repris depuis, en particulier par François Plassard, Denise Bombardier et Solange Lefebvre ou encore par l'organisation l'Europe des Consciences.

## Sur le mot lui-même
« Pourquoi ce mot nouveau ? - C'est qu'il n'existe pas en français un terme qui désigne l'unité du dynamisme que, selon nous, l'homme est désormais appelé à vivre : unité de la croissance en intériorité de chacun et de l'innovation sociétaire à laquelle il est invité par cette croissance même. » (extrait de l'ouvrage en référence).

## Sur le sens de la mutance
« Un début de prise de conscience s'opère aujourd'hui laissant entrevoir qu'il n'est plus possible de séparer l'évolution des sociétés et celle des individus. Encore faible, il est vrai, croissant pourtant, est le nombre de personnes qui sont en désir d'harmoniser leur vie intérieure et leur insertion sociétaire (...) Il ne s'agit donc pas d'une mode ou d'un luxe pour belles âmes, ou des bancs d'essai pour des esprits curieux d'innovations, ou d'une soupape de sécurité pour ceux qu'étouffe la vie moderne : il s'agit de beaucoup plus : un nouveau pas dans le processus de l'humanisation lui-même. »
« (Le mot « mutance ») fait pressentir combien l'homme individualiste, assoiffé de jouissances et de sécurités immédiates, est porteur à terme de malheurs sans mesure. Car pour une humanité qui n'entre pas en mutance, l'alternative n'est nullement entre la paix et la guerre, mais entre la paix imposée et la guerre au niveau de la planète entière, ou leurs ersatz. »
« Plus une terre est inséminée d'hommes nouveaux retirés du jeu de l'ego, plus une politique humaine est possible ; et plus - chose surprenante au premier abord - les sphères propres de la politique peuvent être respectées. La mutance, condition pour échapper aux pièges des lendemains qui déchantent. »
« Le passage de la monarchie à la république, et du capitalisme au socialisme ne suffit nullement à abolir le clivage dominant-dominé. Ce clivage ne peut être vaincu que là où la mutance est vécue. Lorsqu'elle n'est pas vécue, les mécanismes de domination inhérents à tout regroupement humain restent en place et la dialectique immanente du maître et de l'esclave, intacte, prend des formes différentes plus subtiles et plus cruelles. »
« Si, en même temps qu'on lutte contre la misère et le clivage dominant-dominé qui la cause ou la maintient, on n'éveille pas les hommes à prendre en main leur destin, on remplace la misère par l'oppression. »
« La militance qui n'est pas la mutance, c'est-à-dire qui ne mène pas à l'objection de conscience en matière de défense, à la création d'éco-entreprises en matière de production et de commerce, à un autre type d'alimentation et de santé, etc., est toujours en danger d'être une école d'oppression. Certes, il faut lutter contre l'injustice et la misère, mais il faut savoir d'un même pas que si cette lutte ne fait pas de ceux qui la mènent des « mutants », elle en fait les outils inconscients d'un monde où l'injustice est remplacée par la contrainte. » (extraits de l'ouvrage en référence).